# Road to Ruin
Road to Ruin je název čtvrtého alba americké skupiny Ramones. Je to první nahrávka s novým bubeníkem Marky Ramonem.
Tommy Ramone, původní bubeník však zůstal producentem skupiny.

## Seznam skladeb
1. "I Just Want to Have Something to Do" (Joey Ramone) – 2:42
2. "I Wanted Everything" (Dee Dee Ramone) – 3:18
3. "Don't Come Close" (Dee Dee Ramone) – 2:44
4. "I Don't Want You" (Joey Ramone) – 2:26
5. "Needles & Pins" (Sonny Bono, Jack Nitzsche) – 2:21
6. "I'm Against It" (Joey Ramone, Johnny Ramone) – 2:07
7. "I Wanna Be Sedated" (Joey Ramone) – 2:29
8. "Go Mental" (Dee Dee Ramone) – 2:42
9. "Questioningly" (Dee Dee Ramone) – 3:22
10. "She's the One" (Joey Ramone) – 2:13
11. "Bad Brain" (Dee Dee Ramone) – 2:25
12. "It's a Long Way Back" (Dee Dee Ramone) – 2:20

### Bonusy na rozšířené verzi z roku 2001 (Warner Archives/Rhino)
1. "I Want You Around" (Ed Stasium version) (Joey Ramone) – 3:02
2. "Rock 'n' Roll High School" (Ed Stasium version) (Joey Ramone) – 2:20
  - Stopay 13-14 poprvé vydány na Hey Ho! Let's Go: The Anthology, Rhino #75817 (7/20/99)
3. "Blitzkrieg Bop/Teenage Lobotomy/California Sun/Pinhead/She's the One" (Live) – 11:00
  - Ze soundtracku Rock 'n' Roll High School, Sire #6070 (4/79). Produced & Engineered by Ed Stadium. Remix Engineer: Joel Soifer
4. "Come Back, She Cried A.K.A. I Walk Out" (Demo) – 2:21
  - Previously unreleased. Outtake from Road To Ruin sessions.
5. "Yea, Yea" (Demo) – 2:08
  - First issued on All the Stuff (And More!) Volume 2, Sire #26618 (7/91). Produced by Tommy Erdelyi, written by Joey Ramone. Recorded during demo sessions for Pleasant Dreams.

## Sestava
- Joey Ramone – zpěv
- Johnny Ramone – Elektrická kytara
- Dee Dee Ramone – basová kytara, vokály
- Marky Ramone - bicí
- Jan Berry - varhany ve skladbě „Rock n Roll High School“ (zahrnuté v později vydané verzi)